# Hadas Jaron

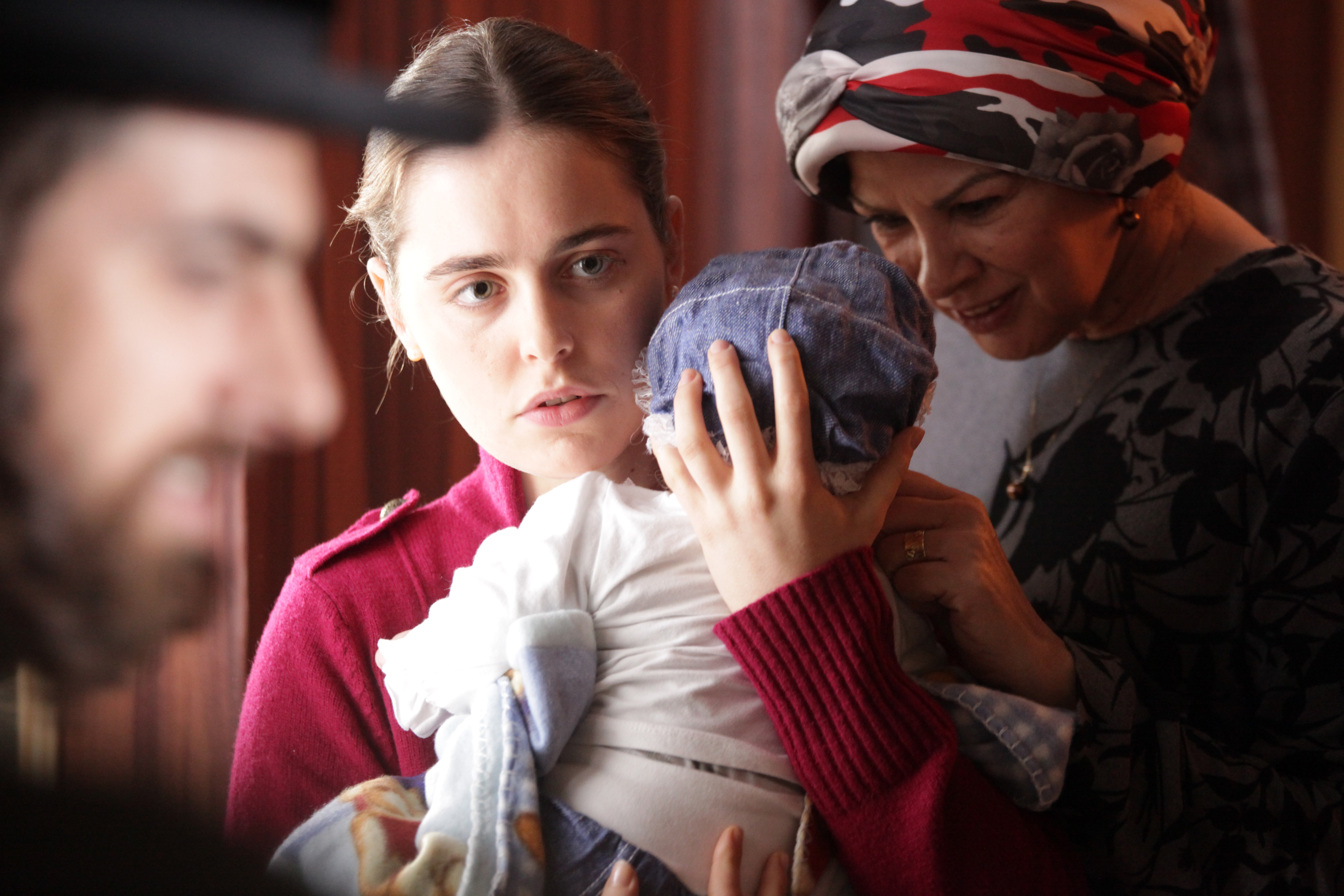
Hadas Jaron i Irit Sheleg w filmie Wypełnić pustkę (2012)

Hadas Jaron, hebr. ‏הדס ירון‎, ang. Hadas Yaron (ur. 12 kwietnia 1990 w Izraelu) – izraelska aktorka filmowa i telewizyjna.

## Życiorys
Urodziła się w Izraelu, w rodzinie żydowskiej. Wychowała się w Tel Awiwie. Pierwsze kroki jako aktorka zaczęła stawiać w wieku ośmiu lat. Jako nastolatka uczęszczała do szkoły artystycznej Tichon Eroni Alef, gdzie zdobywała wiedzę o teatrze. Po ukończeniu szkoły średniej odbyła dwuletnią obowiązkową służbę wojskową w Siłach Obronnych Izraela. Okres ten opisuje jako przerwę w swoim życiu.
Zadebiutowała jako nastolatka w drugoplanowej roli w filmie Lemarit Ain (2006). Sławę przyniosła jej druga znacząca rola - w izraelskim filmie dramatycznym Wypełnić pustkę (2012) Ramy Burshtein, prezentowanym na 69. MFF w Wenecji. Za swoją kreację Jaron otrzymała  nagrodę Ofir (zwaną izraelskim Oscarem) i została pierwszą Izraelką, która zdobyła Puchar Volpiego dla najlepszej aktorki na MFF w Wenecji. Jeszcze w trakcie tego festiwalu pracowała jako kelnerka w kawiarni w Tel Awiwie, ale po zdobyciu nagrody porzuciła to doraźne zajęcie.

## Filmografia
- 2006: Lemarit Ain jako młoda Talia Wolach
- 2012: Wypełnić pustkę (Lemale et ha'halal) jako Shira, 18-letnia dziewczyna z ultraortodoksyjnej rodziny
- 2014: Feliks i Meira (Félix et Meira) jako Meira, chasydzka żona i matka
- 2015: La felicità è un sistema complesso jako Achrinoam
- 2015–2021: Shtisel (serial telewizyjny) jako Libbi Shtisel, kobieta z ultraortodoksyjnej rodziny
- 2018: Maria Magdalena (Mary Magdalene) jako Sara
- 2018: Nadmiar łaski (Troppa grazia) jako Madonna
- 2020: Polygraph (film krótkometrażowy) jako Or
- 2021: Złota reguła (La Regola d'Oro) jako Yvonne
- 2022: Residue jako Molly